# Listriolobus capensis
Listriolobus capensis is een lepelworm uit de familie Thalassematidae.
De wetenschappelijke naam van de soort werd in 1955 als Ochetostoma capense ("capensis"; in 1972 door Stephen & Edmonds gecorrigeerd) gepubliceerd door Jones & Stephen. R. Biseswar & L.G. Moodley stelden in 1989 de verplaatsing naar het geslacht Listriolobus voor.